# Liste der Stolpersteine in Hamburg-Othmarschen
Die Liste der Stolpersteine in Hamburg-Othmarschen enthält alle Stolpersteine, die im Rahmen des gleichnamigen Kunst-Projekts von Gunter Demnig in Hamburg-Othmarschen verlegt wurden. Mit ihnen soll Opfern des Nationalsozialismus gedacht werden, die in Hamburg-Othmarschen lebten und wirkten.
Diese Seite ist Teil der Liste der Stolpersteine in Hamburg, da diese mit insgesamt 7139 (Stand: März 2025) Steinen zu groß würde und deshalb je Stadtteil, in dem Steine verlegt wurden, eine eigene Seite angelegt wurde.
| Adresse                 | Person(en)                                 | Inschrift | Bilder | Anmerkung                                                                                                 |
| ----------------------- | ------------------------------------------ | --- | ------ | --- |
| Baron-Voght-Straße 96 · | Melanie Johannsen geb. Susmann             | Hier wohnte Melanie Johannsen geb. Susmann Jg. 1883 deportiert Auschwitz ermordet 4.10.1944                                                 |        | Eintrag auf stolpersteine-hamburg.de                                                                      |
| Bernadottestraße 55 ·   | Paula Belsky geb. Leon                     | Hier wohnte Paula Belsky geb. Leon Jg. 1903 deportiert 1941 Riga ermordet 29.6.1943                                                         |        | Eintrag auf stolpersteine-hamburg.de                                                                      |
| Bernadottestraße 55 ·   | Hugo Leon                                  | Hier wohnte Hugo Leon Jg. 1871 deportiert 1942 Theresienstadt ermordet 9.4.1944                                                             |        | Eintrag auf stolpersteine-hamburg.de                                                                      |
| Elbchaussee 132 ·       | Martha Blumenfeld                          | Hier wohnte Martha Blumenfeld Jg. 1878 eingewiesen 1940 Heilanstalt Langenhorn 'verlegt' 23.9.1940 Brandenburg ermordet 23.9.1940 Aktion T4 |        | Eintrag auf stolpersteine-hamburg.de                                                                      |
| Elbchaussee 158 ·       | Werner Otto Stern                          | Hier wohnte Werner Otto Stern Jg. 1899 eingewiesen 1940 Heilanstalt Bendorf-Sayn deportiert 1942 Transit-Ghetto Izbica ermordet             |        | Eintrag auf stolpersteine-hamburg.de                                                                      |
| Elbchaussee 185 ·       | Otto Eggerstedt                            | Hier wohnte Otto Eggerstedt Jg. 1886 im Widerstand/SPD 'Schutzhaft' 1933 Esterwegen erschossen 12.10.1933                                   |        | Eintrag auf stolpersteine-hamburg.de Weitere Stolpersteine befinden sich in Hamburg-Altona-Nord und Kiel. |
| Elbchaussee 271 ·       | Carl Bruck                                 | Hier wohnte Dr. Carl Bruck Jg. 1879 Selbstmord 12.6.1944                                                                                    |        | Eintrag auf stolpersteine-hamburg.de                                                                      |
| Elbchaussee 271 ·       | Olga Bruck geb. Jebsen                     | Hier wohnte Olga Bruck geb. Jebsen Jg. 1881 Selbstmord 14.6.1944                                                                            |        | Eintrag auf stolpersteine-hamburg.de                                                                      |
| Falckweg 22 ·           | Elfriede Reimler geb. Schöpl               | Hier wohnte Elfriede Reimler geb. Schöpl Jg. 1882 deportiert 1942 Theresienstadt ermordet                                                   |        | Eintrag auf stolpersteine-hamburg.de                                                                      |
| Friesenweg 4 ·          | Willy Heinecke                             | Hier wohnte Willy Heinecke Jg. 1894 verhaftet 1937 Zuchthaus Fuhlsbüttel tot an Haftfolgen 10.3.1939                                        |        | Eintrag auf stolpersteine-hamburg.de                                                                      |
| Gottorpstraße 31 ·      | Natalie Buchbinder geb. Neumann            | Hier wohnte Natalie Buchbinder geb. Neumann Jg.1862 deportiert 1942 Theresienstadt ermordet 5.12.1942                                       |        | Eintrag auf stolpersteine-hamburg.de                                                                      |
| Grottenstraße 9 ·       | Martin Starke                              | Hier wohnte Martin Starke Jg.1899 deportiert Auschwitz überlebt                                                                             |        | Eintrag auf stolpersteine-hamburg.de                                                                      |
| Grottenstraße 9 ·       | Käthe Starke-Goldschmidt                   | Hier wohnte Dr. Käthe Starke-Goldschmidt Jg.1905 deportiert Theresienstadt überlebt                                                         |        | Eintrag auf stolpersteine-hamburg.de                                                                      |
| Grottenstraße 9 ·       | Erna Goldschmidt                           | Hier wohnte Erna Goldschmidt Jg.1902 deportiert Theresienstadt überlebt                                                                     |        | Eintrag auf stolpersteine-hamburg.de                                                                      |
| Grottenstraße 25 ·      | Otto Rappolt                               | Hier wohnte Otto Rappolt Jg.1872 entrechtet/gedemütigt Flucht in den Tod 25.10.1941                                                         |        | Eintrag auf stolpersteine-hamburg.de                                                                      |
| Olshausenstraße 15 ·    | Felix Julian Löwenthal                     | Hier wohnte Dr. Felix Julian Löwenthal Jg.1899 deportiert 1941 ermordet 18.7.1942 Łodz                                                      |        | Eintrag auf stolpersteine-hamburg.de                                                                      |
| Olshausenstraße 15 ·    | Olga Rosa Löwenthal geb. Abendana Belmonte | Hier wohnte Olga Rosa Löwenthal geb. Abendana Belmonte Jg. 1875 gedemütigt/entrechtet Flucht in den Tod 13.4.1934                           |        | Eintrag auf stolpersteine-hamburg.de                                                                      |
| Parkstraße 9 ·          | Antonie Thiele-Schmal geb. Curiel          | Hier wohnte Antonie Thiele-Schmal geb. Curiel Jg.1857 deportiert 1943 Theresienstadt ermordet                                               |        | Eintrag auf stolpersteine-hamburg.de                                                                      |
| Roosens Weg 21 ·        | Richard Diedrich Hess                      | Hier wohnte Richard Diedrich Hess Jg. 1891 gedemütigt/entrechtet Flucht in den Tod 31.5.1939                                                |        | Eintrag auf stolpersteine-hamburg.de                                                                      |
| Walderseestraße 48 ·    | Julie Jonas geb. Oppenheimer               | Hier wohnte Julie Jonas geb. Oppenheimer Jg.1895 gedemütigt/entrechtet Flucht in den Tod 6.3.1939                                           |        | Eintrag auf stolpersteine-hamburg.de                                                                      |
| Walderseestraße 48 ·    | Julius Jonas                               | Hier wohnte Dr. Julius Jonas Jg.1874 gedemütigt/entrechtet Flucht in den Tod 4.3.1939                                                       |        | Eintrag auf stolpersteine-hamburg.de                                                                      |